# Cinnamomum verum

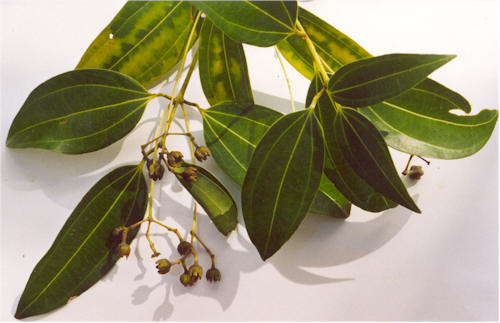
Folhagem e flores de Cinnamomum verum.

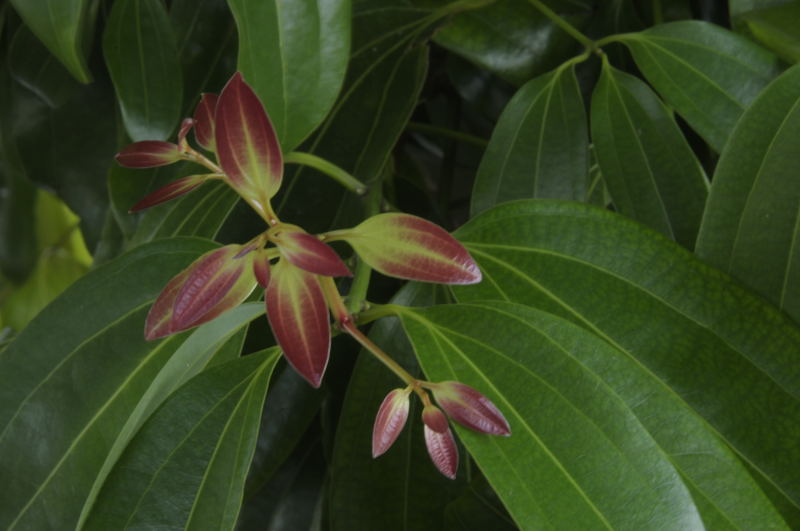
Folhagem de Cinnamomum verum.

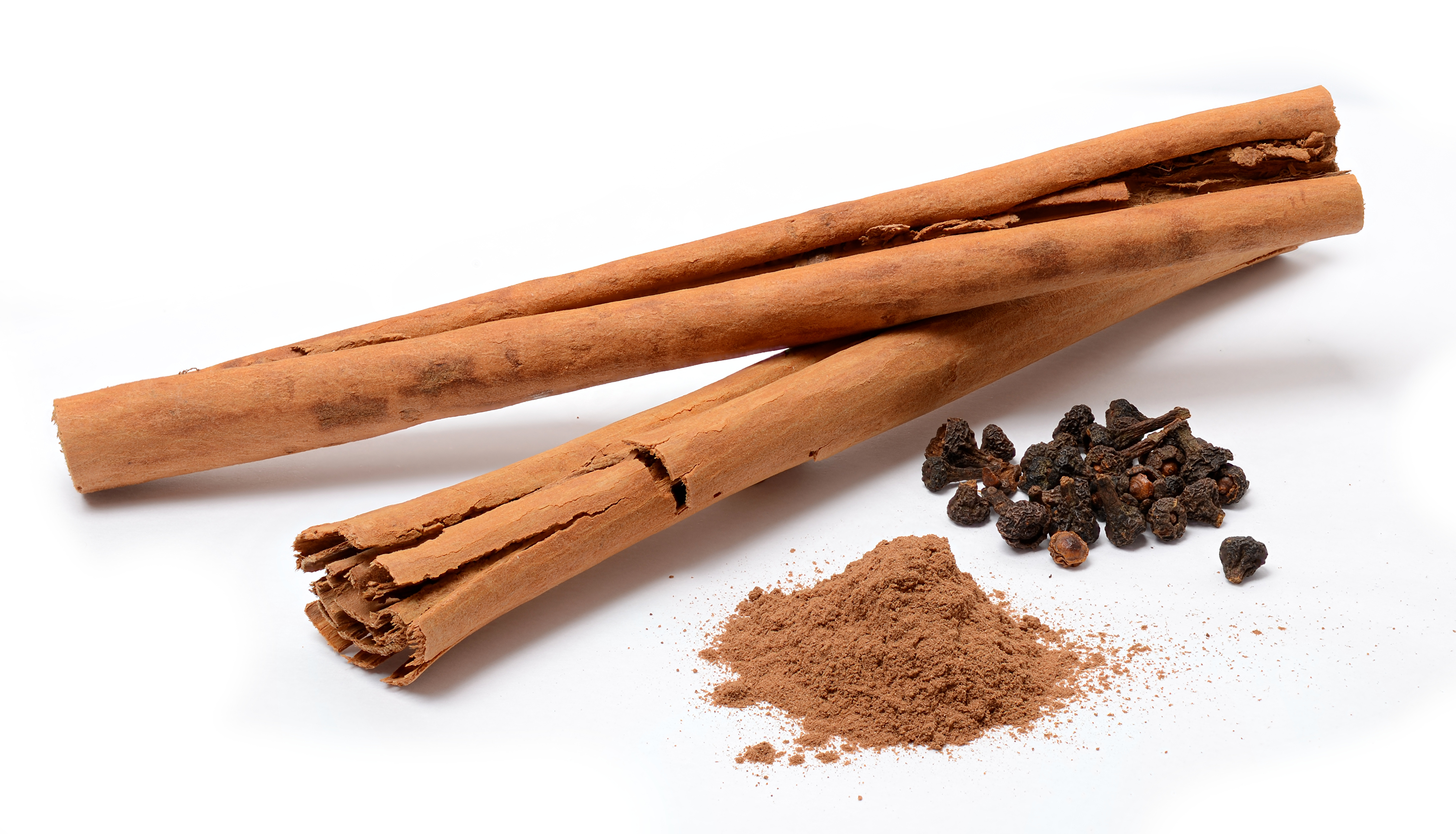
Casca, canela em pó e flores secas de Cinnamomum verum.

Cinnamomum verum, comummente conhecida como caneleira-verdadeira e frequentemente designada pelo seu sinónimo taxonómico Cinnamomum zeylanicum, é uma espécie de pequenas árvores perenifólias da família das Lauráceas, nativa do Sri Lanka, sendo uma das espécies de cuja casca se produz a canela.

## Nomes comuns
Além do nome «caneleira-verdadeira», esta espécie dá ainda pelos seguintes nomes comuns: canela, caneleira, canela-do-ceilão e caneleira-do-ceilão.

### Etimologia
- O nome genérico, Cinnamomum, vem do latim, tendo-lhe chegado, por seu turno, do étimo grego antigo κινναμωμον, já se referindo na altura à especiaria homónima‎.[9]

- O epíteto específico, verum, também provém do latim, vērum e significa «verdadeiro; honesto».[10]
- O epíteto específico alternativo, zeylanicum, advém do latim moderno, e serve alusão ao Ceilão[11], designação histórica do Sri Lanka.[12]

## Descrição
Cinnamomum verum é uma pequena árvore com 10–15 metros de altura, com folhas de forma ovado-oblonga, com 7–18 cm de comprimento. As flores, que ocorrem em inflorescências do tipo panículas, com coloração esverdeada e um odor distinto. O fruto é uma drupa com 1 cm de comprimento, de coloração púrpura quando madura, contendo uma única semente.
O Sri Lanka continua a deter 80–90% da produção mundial de Cinnamomum verum, que é também comercialmente cultivado nas ilhas Seychelles e em Madagáscar.
A canela é a especiaria obtida da parte interna da casca do tronco. É muito utilizada na culinária como condimento e aromatizante e na preparação de certos tipos de chocolate e licores. O sabor e aroma intensos vêm do aldeído cinâmico ou cinamaldeído.

## Etnobotânica e usos
A canela é conhecida desde da Antiguidade Clássica e foi tão valorizada que era considerada um item a ser presenteado a monarcas e outros dignitários.
É mencionada em Êxodo 30:23, quando Deus ordenou a Moisés o uso da canela (em hebraico:  קִנָּמוֹן qinnāmôn) e cássia, e em Provébios 7:17-18, quando é referido que o leito nupcial é perfumado com mirra, aloé e canela. Também se encontra mencionada por Heródoto e outros escritores clássicos europeus.
No início do século XVI, era trazida por comerciantes portugueses directamente do Ceilão (atual Sri Lanka, no sul da Ásia), chegando um quilograma a valer dez gramas de ouro. O comércio português no Oriente foi perdido progressivamente para a Companhia das Índias Orientais, holandesa, que se assenhoreou dos entrepostos portugueses na região a partir de 1638. As margens da ilha estão repletas dessa planta, relatou um capitão holandês, e é a melhor de todo o Oriente: quando uma pessoa está no litoral, pode-se sentir o aroma a oito léguas de distância.
Garcia da Orta, no seu  Colóquio dos simples e drogas e coisas medicinais da Índia, de 1563, arengou sobre os benefícios e propriedades medicinais da canela, desmistificando as especulações que ainda persistiam no mundo ocidental, desde os tempos de Heródoto, sobre quais seriam as verdadeiras origens da especiaria:     
| “ | "A canela é a segunda cortiça da árvore, porque tem duas cortiças, como o sobreiro, que tem cortiça e casca. [...] É muito gentil mezinha para o estômago, e para tirar a dor da cólica que é procedente de causa fria; porque tira a dor de improviso, como eu muitas vezes vi. Faz o rosto vermelho, e de boa cor; tira o mau cheiro da boca: certamente que pera Portugal é muito boa mercadoria, se a levassem em quantidade que abastasse; porque, além de ser muito medicinal, é saborosa e boa pera temperarem os comeres, como fazem na Índia." | ” |

Sendo uma especiaria muito mais cara do que a cássia, nativa da China e da Birmânia, normalmente serve-lhe de substituto. A casca do tronco de ambas as especiarias é facilmente distinguível.
Há estudos que indicam que o uso de canela na quantidade de uma colher de chá diariamente reduz significativamente o açúcar no sangue e melhora a taxa de colesterol (LDL e triglicerídeos). Os efeitos, que podem ser conseguidos ao utilizar canela em chás, beneficiam também diabéticos. Não se sabe ao certo se o consumo de canela é eficaz no combate à hipertensão arterial. Há três estudos em andamento avaliando a questão do efeito na pressão sanguínea. 
Pesquisas realizadas por Saulo Capim, professor do Instituto Federal Baiano, descobriram que do óleo de canela se obtém uma substância analgésica, semelhante à morfina e sem efeitos colaterais, que serve para alívio da dor e diminuição de infecções em geral. Pesquisadores na UFBA e Universidade Federal de Santa Cruz também conseguiram sintetizar três substâncias analgésicas e anti-inflamatórias a partir daquele óleo.

## Cultivares
Existem diversos cultivares de Cinnamomum verum, pertencentes a tipos discerníveis pelo aroma e sabor da sua casca:
- Tipo 1	Sinhala: Pani Kurundu (පැණි කුරුඳු), Pat Kurundu (පත් කුරුඳු) or Mapat Kurundu (මාපත් කුරුඳු)
- Tipo 2 	Sinhala: Naga Kurundu (නාග කුරුඳු)
- Tipo 3 	Sinhala: Pani Miris Kurundu (පැණි මිරිස් කුරුඳු)
- Tipo 4 	Sinhala: Weli Kurundu (වැලි කුරුඳු)
- Tipo 5 	Sinhala: Sewala Kurundu (සෙවල කුරුඳු)
- Tipo 6 	Sinhala: Kahata Kurundu (කහට කුරුඳු)
- Tipo 7 	Sinhala: Pieris Kurundu (පීරිස් කුරුඳු)

## Sinonímia
A espécie apresenta uma vasta sinonímia, a qual inclui:
- Camphorina cinnamomum (L.) Farw.
- Cinnamomum alexei Kosterm.
- Cinnamomum barthii Lukman.
- Cinnamomum bengalense Lukman.
- Cinnamomum biafranum Lukman.
- Cinnamomum bonplandii Lukman.
- Cinnamomum boutonii Lukman.
- Cinnamomum capense Lukman.
- Cinnamomum cayennense Lukman.
- Cinnamomum cinnamomum (L.) H.Karst. nom. inval.
- Cinnamomum commersonii Lukman.
- Cinnamomum cordifolium Lukman.
- Cinnamomum decandollei Lukman.
- Cinnamomum delessertii Lukman.
- Cinnamomum ellipticum Lukman.
- Cinnamomum erectum Lukman.
- Cinnamomum humboldtii Lukman.
- Cinnamomum iners Wight nom. illeg.
- Cinnamomum karrouwa Lukman.
- Cinnamomum leptopus a.C.Sm.
- Cinnamomum leschenaultii Lukman.
- Cinnamomum madrassicum Lukman.
- Cinnamomum maheanum Lukman.
- Cinnamomum mauritianum Lukman.
- Cinnamomum meissneri Lukman.
- Cinnamomum ovatum Lukman.
- Cinnamomum pallasii Lukman.
- Cinnamomum pleei Lukman.
- Cinnamomum pourretii Lukman.
- Cinnamomum regelii Lukman.
- Cinnamomum roxburghii Lukman.
- Cinnamomum sieberi Lukman.
- Cinnamomum sonneratii Lukman.
- Cinnamomum vaillantii Lukman.
- Cinnamomum variabile Lukman.
- Cinnamomum wolkensteinii Lukman.
- Cinnamomum zeylanicum Blume
- Cinnamomum zollingeri Lukman.
- Laurus cinnamomum L.

## Literatura
- Mathew, Sindhu; Abraham, Emilia (Março de 2006). «Studies on the antioxidant activities of cinnamon (Cinnamomum verum) bark extracts, through various in vitro models». Food Chemistry. 94 (4): 520. doi:10.1016/j.foodchem.2004.11.043